# Ludwik Janion
Ludwik Janion (ur. 19 października 1953) – polski poeta i prozaik.

## Życiorys
Z zawodu nauczyciel. Swoją twórczość kieruje zarówno dla dzieci, jak i osób dorosłych. Publikował w czasopismach literackich, tj. „Literatura”, „Fantastyka”, „Nowa Okolica Poetów”, „Akcent”, „Twórczość”. Współpracował z pismami dla młodzieży „Cogito” i „Victor”. Jest także autorem słuchowisk radiowych dla dzieci.
W 2010 był członkiem komitetu poparcia Bronisława Komorowskiego przed przedterminowymi wyborami prezydenckimi. W okresie prezydentury Bronisława Komorowskiego zajmował się opracowywaniem wypowiedzi, listów, wystąpień prezydenta i jego ministrów.

## Wybrane publikacje
- Adaś i Słoń (księga 1–4), Świat Książki, Warszawa 2008–2010
- Cogito: antologia poezji, Aga-Press, Warszawa 1997
- Dziesięć razy rok: antologia poezji „Cogito”, Aga-Press, Warszawa 2004
- Paca i podróż dookoła świata, Alegoria, Warszawa 2012
- Strategia pytona (zbiór opowiadań), Aga-Press, Warszawa 2004
- Zwijanie świata (zbiór opowiadań), Słowo/obraz terytoria, Gdańsk 2007